# ジョン・ステュアート (第6代トラクエア伯爵)
第6代トラクエア伯爵ジョン・ステュアート（英語: John Stewart, 6th Earl of Traquair、1699年2月3日 – 1779年3月28日）は、スコットランド貴族。

## 生涯
第4代トラクエア伯爵チャールズ・ステュアートとメアリー・マクスウェル（Mary Maxwell、1671年頃 – 1759年9月22日、第4代ニスデール伯爵ロバート・マクスウェルの娘）の息子として、1699年2月3日に生まれた。
1719年頃、兄チャールズとともにスコッティシュ・ジャコバイト協会（Association of Scottish Jacobites）を設立した。また、兄と同じく1745年ジャコバイト蜂起に参加しなかった。
1764年4月24日に兄チャールズが死去すると、トラクエア伯爵の爵位を継承した。
1779年3月28日にパリで死去、息子チャールズが爵位を継承した。

## 家族
1740年、クリスチャン・エインスター（Christian Anstruther、1702年頃 – 1771年11月12日、サー・フィリップ・エインスターの娘）と結婚、1男3女をもうけた。
- クリスティーナ（1741年 – 1807年） - 1770年4月29日、エディンバラでサイラス・グリフィン（1748年 – 1810年）と結婚[3]、子供あり
- チャールズ（1827年没） - 第7代トラクエア伯爵
- メアリー
- ルーシー